# Adrien Duport

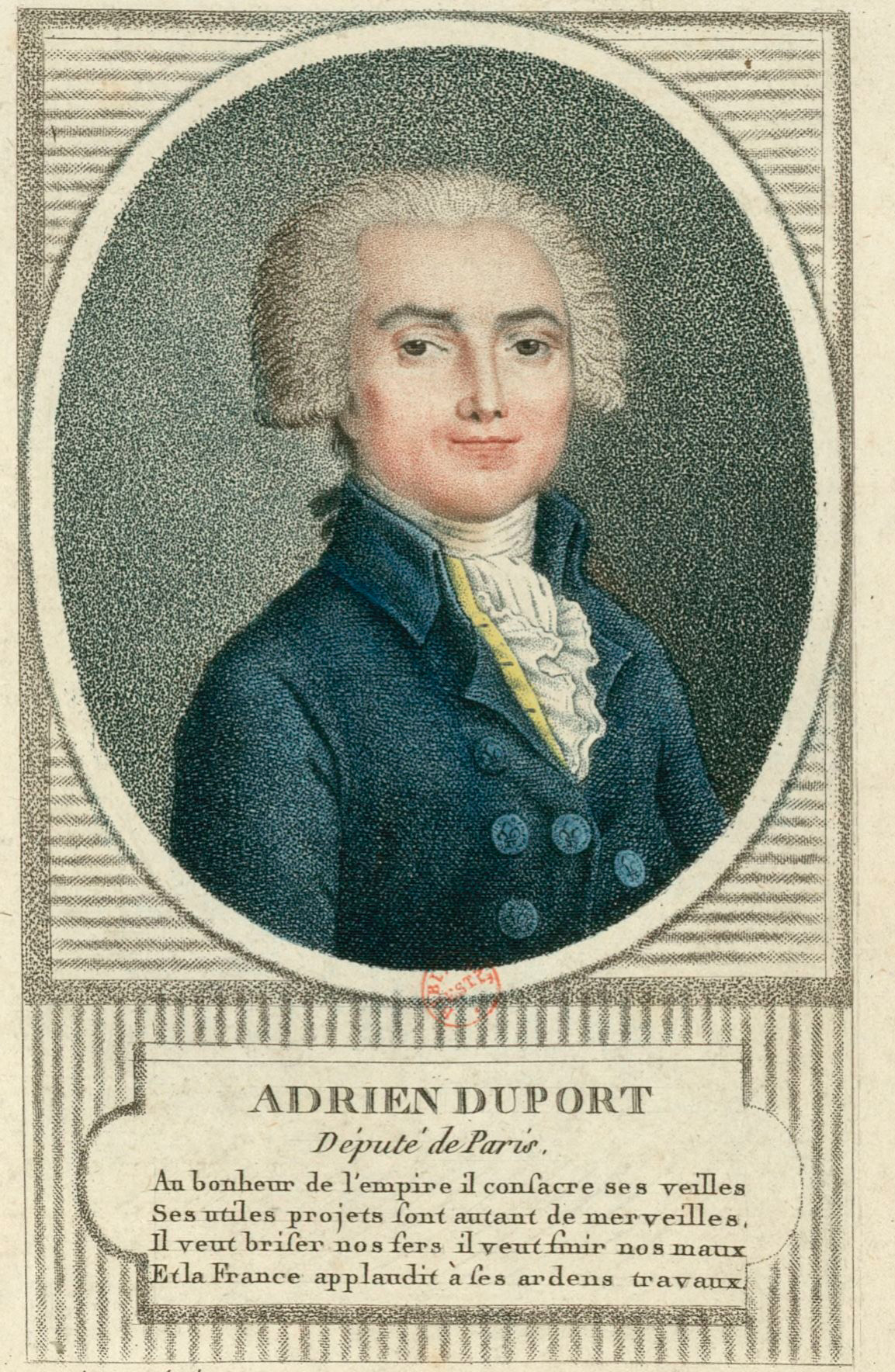
Adrien Duport.

Adrien Jean-François Duport, född 24 februari 1759, död 6 juli 1798, var en fransk revolutionspolitiker.
Duport var jurist vid parlamentet i Paris. Han blev adelsdeputerad i nationalförsamlingen 1789. Duport gjorde sig känd som en av sitt stånds mest vänstersinnade ledamöter och kämpade bland annat för den allmänna rösträtten. Han stod Antoine Barnave och Alexandre de Lameth nära samt utövade tillsammans med dem ett stort inflytande. Särskilt för revolutionens reformer på rättsväsendets område var han av betydelse. Efter kungens misslyckade flyktförsök 1791 blev Duport en av hans rådgivare. Han tjänstgjorde efter nationalförsamlingens upplösning som ämbetsman, utvandrade under skräckväldet, hemkom efter Thermidorkrisen, men lämnade efter fructidor åter Frankrike och dog som emigrant.